# Aequipecten radians
Genre
Synonymes
- Chlamys (Aequipecten) radians (Nyst & Westendorp, 1839)
- Chlamys radians (Nyst & Westendorp, 1839)
- Lyropecten (Aequipecten) radians (Nyst & Westendorp, 1839)
- Pecten (Aequipecten) radians (Nyst & Westendorp, 1839)
- Pecten radians Nyst & Westendorp, 1839

Aequipecten radians est une espèce éteinte de mollusques bivalves de la famille des Pectinidae.

## Systématique
L'espèce Aequipecten radians a été initialement décrite en 1839 par Pierre-Henri Nyst (d) et Gérard Westendorp (d) sous le protonyme de Pecten radians.